# الحذاة (جحانه)

تعديل مصدري - تعديل

الحذاه هي إحدى قرى مديرية جحانة التابعة لمحافظة صنعاء اليمنية، بلغ تعداد سكانها 259 حسب أحصائيات عام 2004.